# Щуровичі (ґміна)
Ґміна Щуровіце (пол. Gmina Szczurowice) — колишня (1934—1939 рр.) сільська ґміна Радехівського повіту Тарнопольського воєводства Польської республіки (1918—1939) рр. Центром ґміни було село Щуровіце.
1 серпня 1934 року було створено ґміну Щуровіце у Радехівському повіті. До неї увійшли сільські громади: Міколаюв, Романувка Щуровєцка, Смажув, Стшемільче, Щуровіце і Завідче.
У 1934 році територія ґміни становила 108,21 км². Населення ґміни станом на 1931 рік становило 7446 осіб. Налічувалось 1308 житлових будинків.
У 1940 році ґміна ліквідована у зв'язку з утворенням Лопатинського району.